# Dolf van Gendt

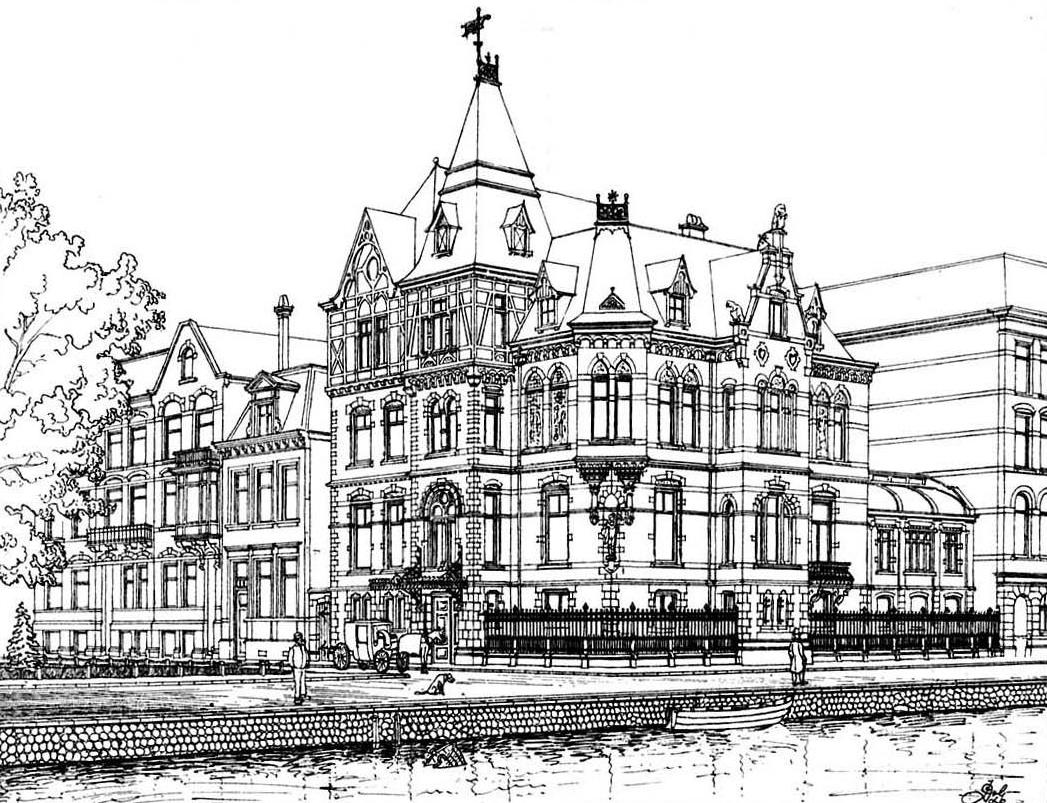
Villa Heineken, Tweede Weteringplantsoen, Amsterdam.

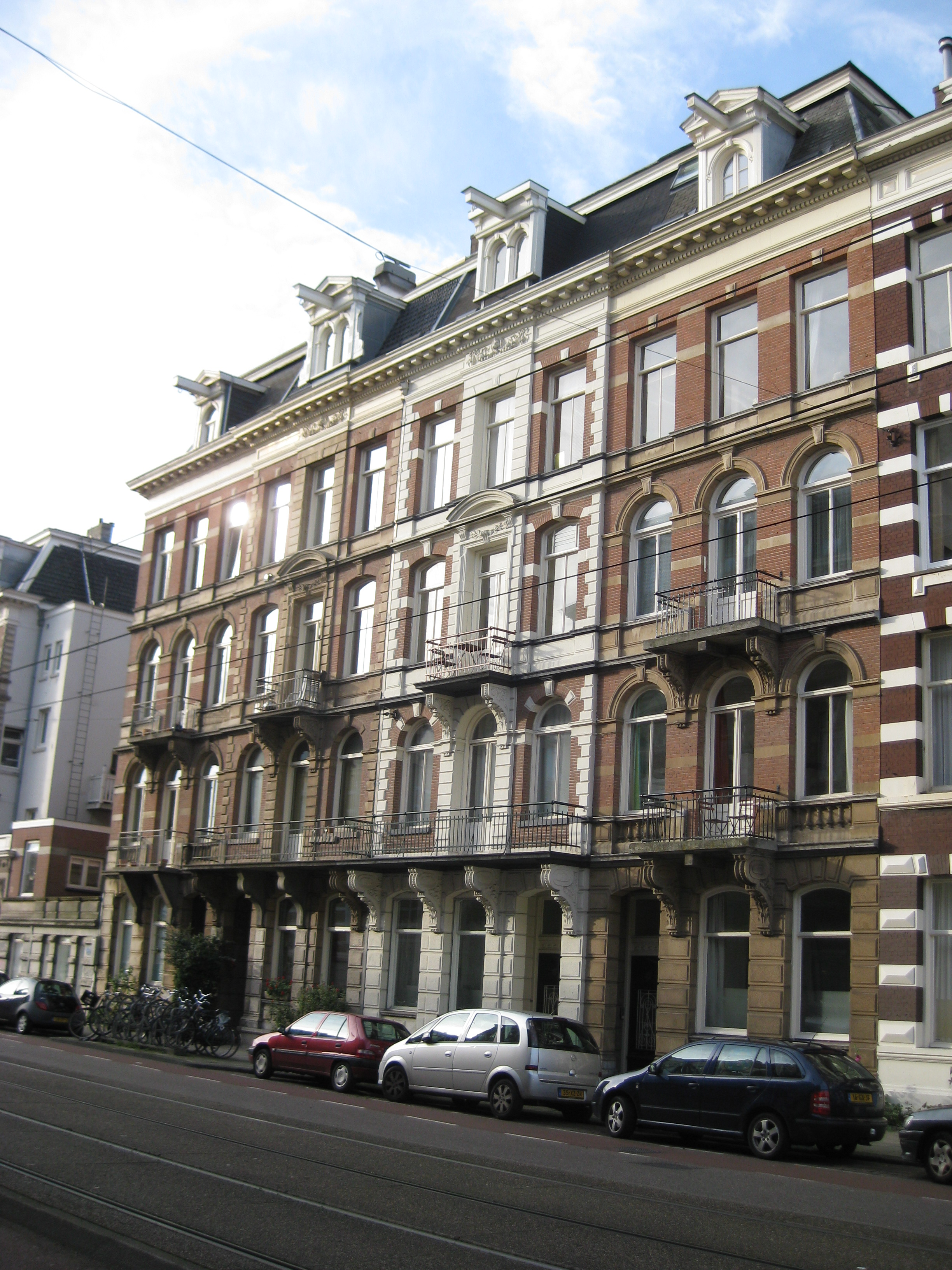
Spiegelpanden in de Ruyschstraat, Amsterdam-Oost.

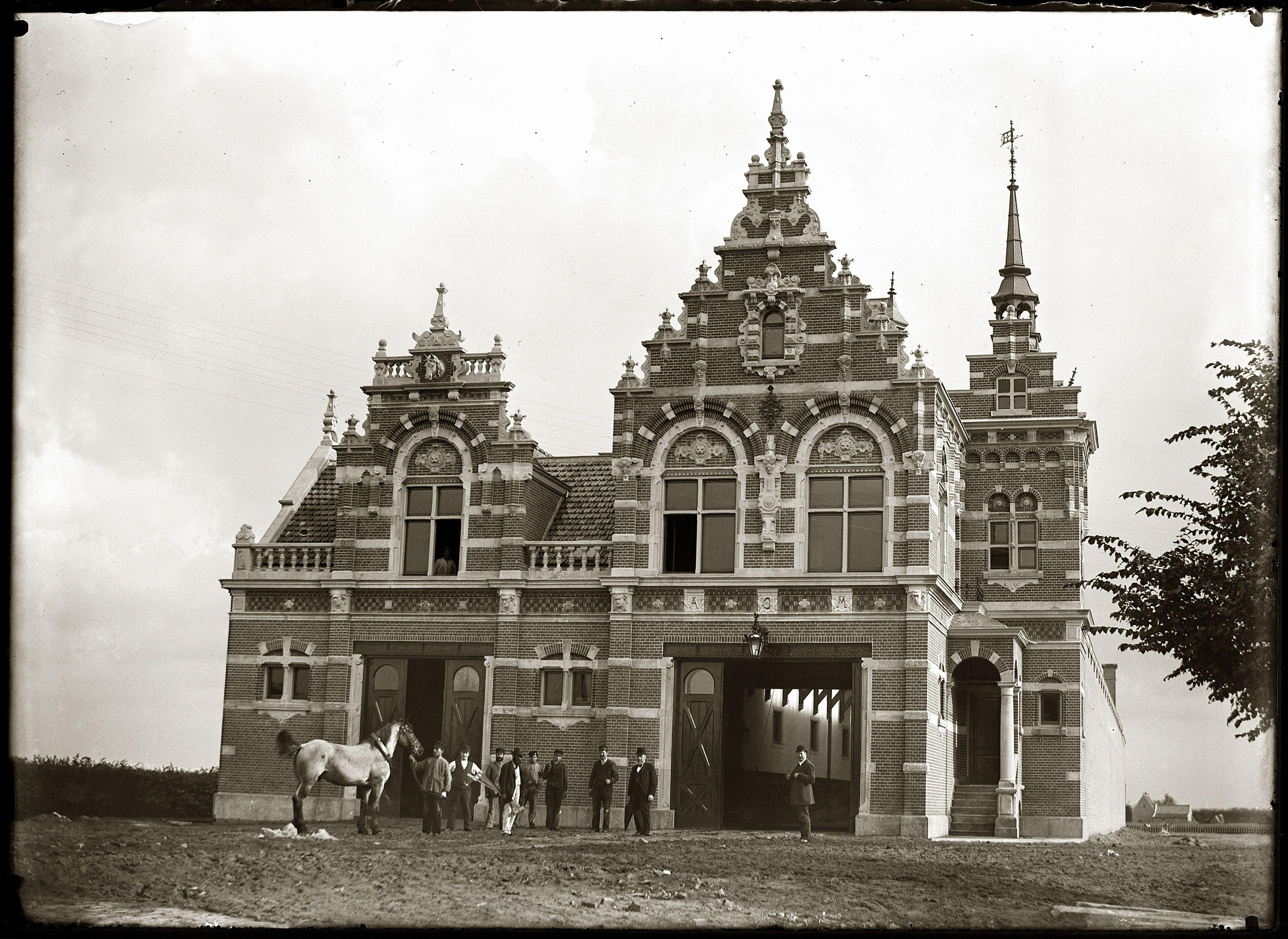
Paardentramremise aan de Koninginneweg 27-29 in Amsterdam-Zuid.

Adolf Leonard (Dolf) van Gendt (Alkmaar, 18 april 1835 – 28 april 1901) was een Nederlands architect, ontwerper van een groot aantal belangrijke Amsterdamse bouwwerken.

## Leven
Van Gendt was de zoon van Henrietta Margaretha Thierens en Johan Godart van Gendt sr., een waterbouwkundige bij Rijkswaterstaat, die onder meer werkte aan het in kaart brengen van het Noordhollands Kanaal en het vaststellen van de grens tussen Nederland en België in 1843. Van Gendt werd opgeleid aan de Koninklijke Akademie van Beeldende Kunsten in Amsterdam. Dolf van Gendt is een broer van de architecten Frederik Willem (1831-1900), Johan Godart Jr. (1833-1880) en Gerlach Jan (1838-1921).
In 1864 trouwde hij met Elisabeth Frederica van Elten, een zuster van de kunstschilder Hendrik Dirk Kruseman van Elten. Het echtpaar kreeg drie kinderen: Johan Godart (1866), Elisabeth Frederica (1869) en Adolf Daniël Nicolaas (1870).

## Werk
In 1853 werkte Van Gendt onder zijn vader als opzichter. In de jaren hierna was Van Gendt in opleiding bij J.G.J. van Roosmalen en L.J. Immink. In 1855 voerde hij zijn eerste zelfstandige project uit, namelijk de villa Flevorama in Naarden.
Van 1857 tot 1874 was Van Gendt werkzaam bij de Hollandsche IJzeren Spoorweg-Maatschappij, eerst als opzichter en later als bouw- en werktuigkundige. Hij was onder andere actief bij de aanleg van de Spoorlijn Den Helder - Amsterdam met de stations en kunstwerken. Aangezien hij over de stations, die naar standaardontwerp gebouwd werden, gepubliceerd heeft, is het waarschijnlijk dat hij invloed gehad heeft op de afwerking. Ook wordt hij soms als architect van de stations Utrecht Maliebaan, Hilversum en Baarn genoemd, gebouwd door de Hollandsche IJzeren Spoorweg-Maatschappij.
In 1874 vestigde Van Gendt zich als zelfstandig architect in Amsterdam, maar ook hiervoor maakte hij soms al ontwerpen voor particulieren. Nadat hij aan de Wittenburgergracht een complex had gebouwd voor de Nederlandsche Scheepsbouw Maatschappij, bouwde hij niet veel later in de buurt een gebouw aan de Kleine Wittenburgerstraat.
Vanaf ongeveer 1880 ontwierp hij een rij gezichtsbepalende gebouwen in Amsterdam: Theater Frascati, de Hollandsche Manege, de Industrieschool voor Vrouwelijke Jeugd, de winkelgalerij met herenhuizen aan het Westeinde en Oosteinde bij het Paleis voor Volksvlijt (1882-1883), gesloopt in 1961, het Concertgebouw, het Burgerziekenhuis, de chromolithografiefabriek Van Leer en Co, de Beijersche bierbrouwerij De Amstel, Café De Ysbreeker, de fabriek van Werkspoor-Stork (nu ook 'Van Gendthallen'), het Centraal Station (met Pierre Cuypers), de Stadsschouwburg (met Bernard Springer), de Graansilo op de Westerdoksdijk (met J.F. Klinkhamer) en de 'Villa Heineken' aan het Tweede Weteringplantsoen 21 (1890-1891).
Aan de Ruyschstraat en Weesperzijde ontwierp en bouwde hij in 1884 in opdracht van NV Bouwmaatschappij 'De Ysbreker' op de nummers 4-10 en 3-9 de 'Spiegelpanden', die qua ontwerp en detaillering zowel buiten als binnen, zowel naast als tegenover elkaar, gespiegeld zijn. Dit gebouwencomplex werd eind 20e eeuw door actieve burgers tegen gemeenteplannen in van de sloop gered.
Tevens tekende Van Gendt voor huizenblokken in de Swammerdamstraat en de Diamantbuurt (tussen Tolstraat en Lutmastraat).
Van Gendt verbouwde in 1883 het sociëteitsgebouw van de joodse zangvereniging 'Oefening Baart Kunst' aan de Plantage Kerklaan, waar sinds 1999 het Verzetsmuseum is gevestigd.
In zijn latere woonplaats Baarn ontwierp hij meerdere villa’s. Na de aanleg van de Oosterspoorweg in 1874 werden in deze plaats veel huizen voor welgestelden gebouwd. Vaak koos hij voor de chaletstijl voor de villa's, waarvan er veel in de buurt van Station Baarn stonden. In 1874 ontwierp hij de inmiddels gesloopte Villa Maria, Villa Favorita en Villa Casa Cara. In 1875 verrees Villa Dennenhorst & Evergreen aan de Eemnesserweg 62-64. Hierna volgden Villa Mariaheuvel (1883) en Villa Woudestein (1884). Voor zichzelf liet hij in 1884 Villa Torenzicht bouwen als zomerverblijf.
Vermoedelijk werkte hij vanaf 1891 of 1892 samen met zijn zoons, Johan Godart en Adolf Daniël Nicolaas van Gendt, onder andere aan de winkelgalerij in de Raadhuisstraat en aan het neorenaissance gebouw van de 'Handels Vereeniging Amsterdam' Nieuwezijds Voorburgwal 162-170 (1888) en aan de paardentramremise aan de Koninginneweg 27-29 (1893) in Amsterdam-Zuid.
Zijn zonen zetten het architectenbureau na de dood van hun vader voort als gebrs. Van Gendt A.L. zn’'.

## Van Gendtbrug
Sinds 2017 draagt brug 247, in het verlengde van het Oosteinde over de Singelgracht, de naam Van Gendtbrug.